# Megalomina bridwelli
Megalomina bridwelli är en insektsart som först beskrevs av Tillyard 1916.  Megalomina bridwelli ingår i släktet Megalomina och familjen florsländor. Inga underarter finns listade i Catalogue of Life.